# Romy Schneider
Romy Schneider (nacida como Rosemarie Magdalena Albach; Viena, 23 de septiembre de 1938-París, 29 de mayo de 1982) fue una actriz austroalemana. Realizó una carrera artística destacada. Representó el papel de la emperatriz Isabel de Baviera en la trilogía Sissi, Sissi emperatriz y El destino de Sissi, y recibió el premio César a la mejor actriz en dos ocasiones, por sus interpretaciones en las películas Lo importante es amar (1976) y Una vida de mujer (Une histoire simple, 1978).

## Biografía
Schneider nació en Austria. Poseía también la ciudadanía francesa. Sus padres eran los actores Wolf Albach-Retty y Magda Schneider, que trabajó con ella en algunas películas. Por su lugar de nacimiento y ascendencia paterna, también podría considerarse austriaca, sin embargo nunca solicitó la ciudadanía austriaca y mantuvo la nacionalidad alemana de su madre, Magda Schneider.
Su primera película la realizó a los 15 años junto a su madre en Lilas blancas en la que cantaba el tema musical de la película. Después, tomó el apellido de su madre y cambió su nombre a Romy Schneider.

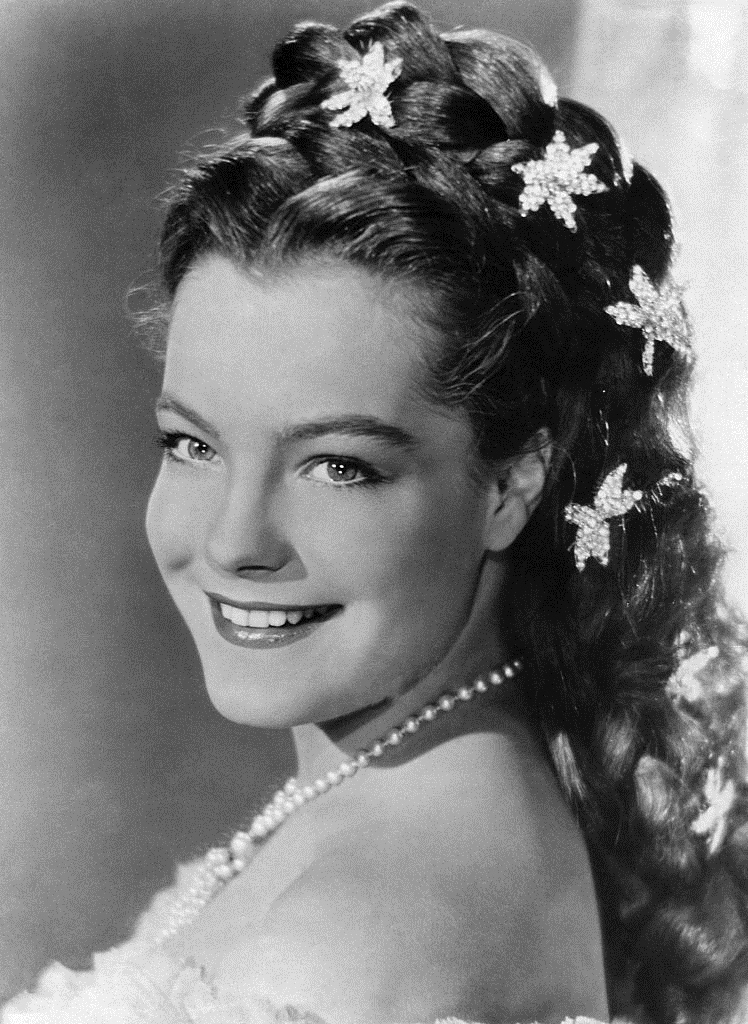
Schneider como la emperatriz Sissi cuya interpretación le daría la fama

Las películas que hizo después son de corte romántico y le dieron fama mundial por la naturalidad interpretativa de sus personajes principescos que se hizo famosa en toda Europa en la saga de Sissi: Los jóvenes años de una reina, La panadera y el emperador, Christine, Sissi, Sissi emperatriz y El destino de Sissi, la mayoría ambientadas en la Viena imperial, apareciendo junto al actor Karlheinz Böhm en la mayoría de ellas. En 1958, inició una relación con el actor francés Alain Delon. En 1963, Delon terminó su relación en buenos términos y siguieron siendo amigos.

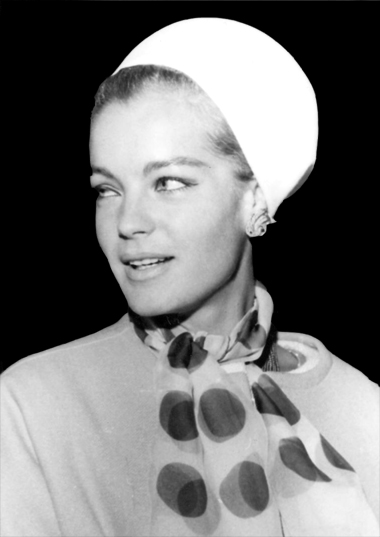
Romy Schneider en 1965.

A partir de 1960, comenzó a trabajar en un cine más maduro compartiendo cartel con actores como Alain Delon y Jack Lemmon, y bajo las órdenes de directores como Claude Sautet, Claude Chabrol, Orson Welles y Luchino Visconti. Con este último rodó Ludwig en 1972, en la que interpretó como prima de Ludwig II de Baviera. 
A partir de la década de los 70, Romy intentó desencasillarse del personaje que le dio fama, realizando roles distintos. Su vida personal se tornó turbulenta y se vio afectada por adicción al alcohol y la depresión. Se separó de su primer marido, el actor y director Harry Meyen, en 1975. Ese mismo año, se casó con Daniel Biasini, tuvo un primer hijo, que perdió antes de nacer, y luego tuvo una segunda hija llamada Sarah.
El 5 de julio de 1981, su hijo mayor, David, murió a los 14 años. Mientras trepaba por las rejas de su casa, resbaló y quedó atravesado en una de ellas, que le perforó la arteria femoral de una pierna. La actriz jamás se recuperó de este golpe.
Al año siguiente terminó de filmar su última película, Testimonio de mujer. Schneider pidió que al final de la película apareciera la dedicatoria: “Para David y su padre”. Este último se había suicidado en 1979.

### Fallecimiento

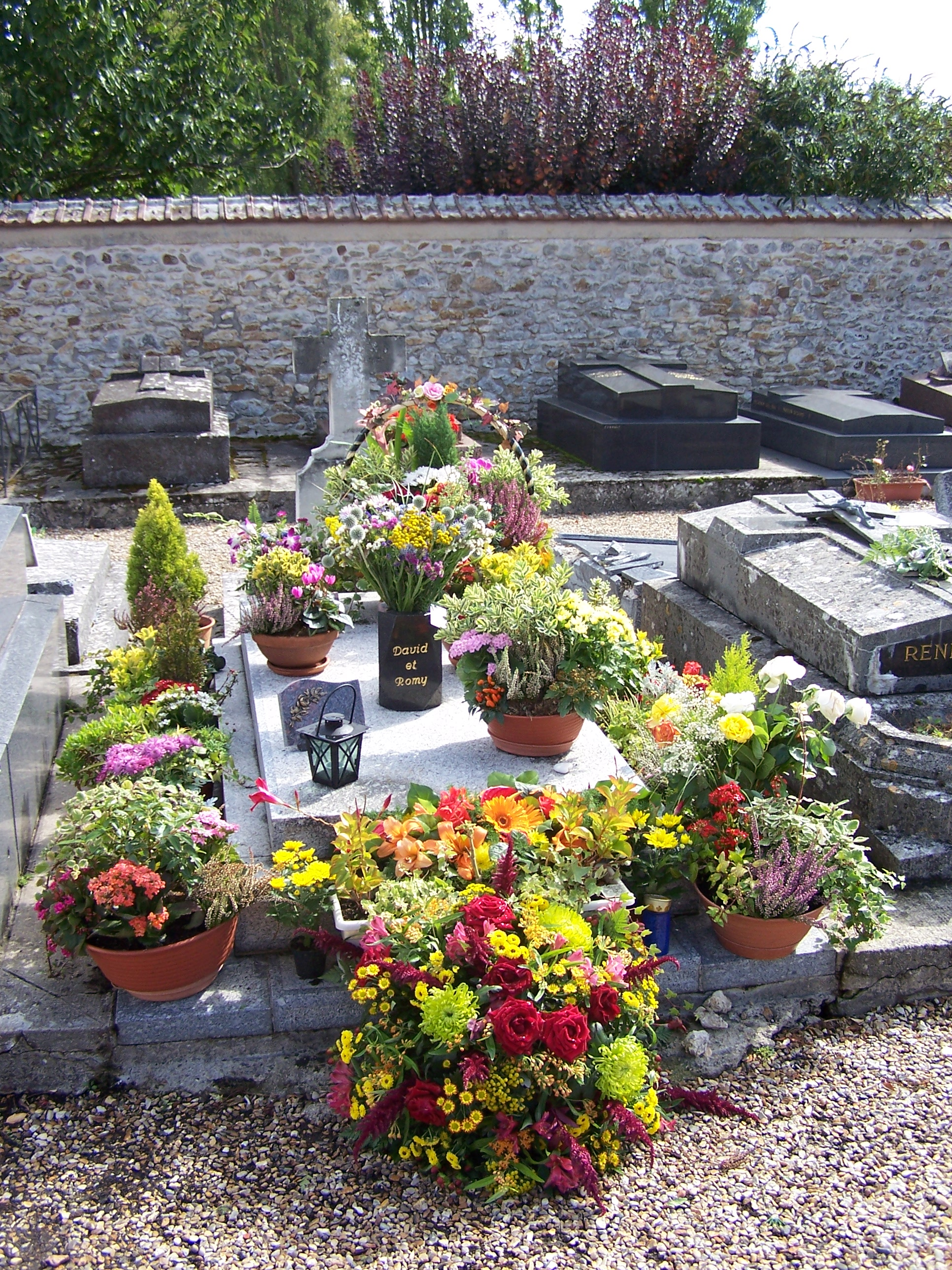
Tumba de Romy Schneider en Boissy-sans-Avoir (Yvelines, Francia).

El 29 de mayo de 1982, a los 43 años, la encontraron muerta en su apartamento de París. Como no se efectuó autopsia nunca se supo si murió fruto de una crisis cardíaca causada por el estrés conocida como miocardiopatía de takotsubo o por suicidio. Está sepultada junto a su hijo David en el cementerio de Boissy-sans-Avoir (Yvelines, Francia), a 50 km de París. Rodó 63 películas. Murió en la ruina y su funeral tuvo que ser costeado por sus amigos.

### Reconocimientos
En 1990, el periódico austriaco Kurier creó los Romy TV Award en honor de la actriz.
En 2003, fue elegida en el puesto 78 de los 100 más grandes personajes de habla alemana de la historia, en el programa de televisión Unsere Besten, siendo la segunda actriz elegida tras Marlene Dietrich, que ocupó el puesto 50.
La Warner Bros. comenzó a preparar una película acerca de su vida cuyo título iba a ser Eine Frau wie Romy (Una mujer como Romy), que tendría a la actriz Yvonne Catterfeld como protagonista. El estreno estaba previsto para la primavera de 2009, pero el proyecto fue abandonado por problemas de financiación y de gestión de derechos.

## Filmografía

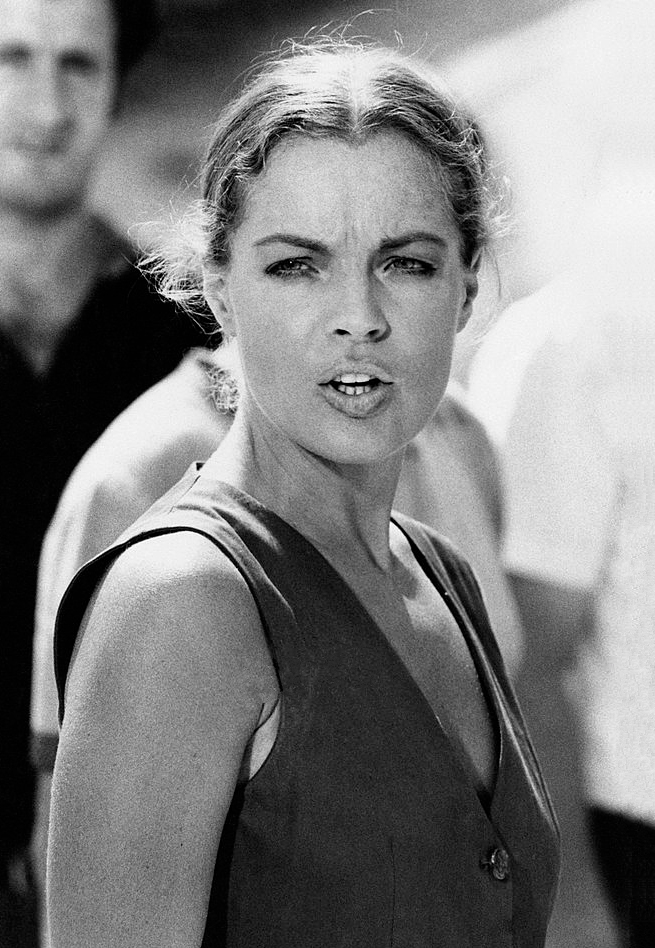
Romy Schneider en La Califa (1970).

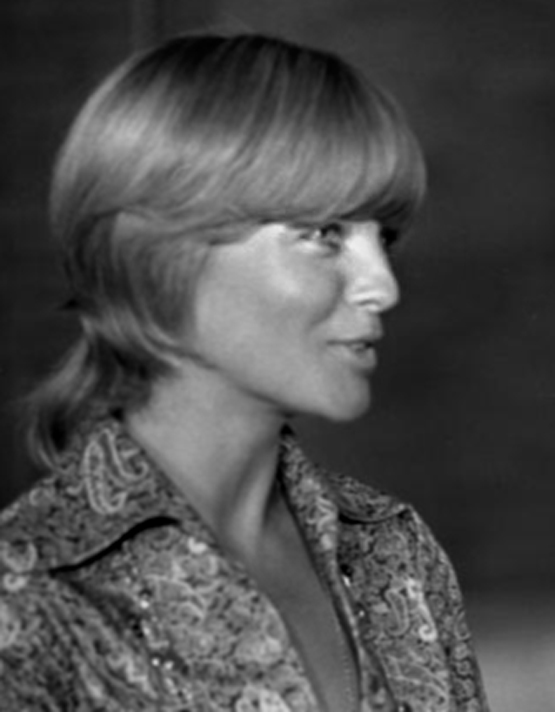
Romy Schneider en 1971.

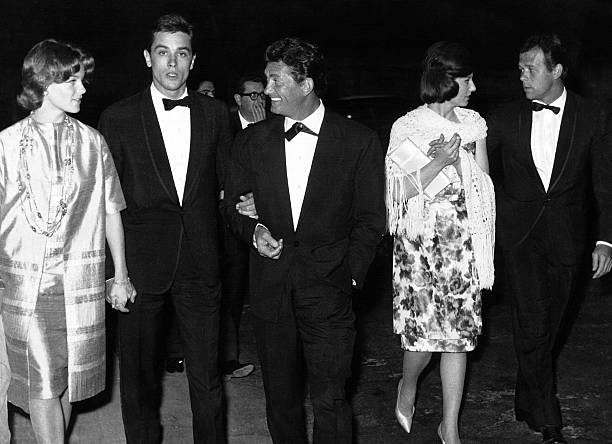
Schneider en relación con Delon (1961)

Durante su carrera, Schneider recibió dos premios César a la mejor actriz: el primero en 1974 por Lo importante es amar de Andrzej Zulawski y el segundo en 1978 por Une histoire simple de Claude Sautet.
- 1953: Lilas blancas, de Hans Deppe.
- 1953: Fuego de artificio (Feuerwerk) de Kurt Hoffmann.
- 1954: Los jóvenes años de una reina, de Ernst Marischka.
- 1955: Mi primer amor (Der letzte Mann), de Harald Braun.
- 1955: Sissi, de Ernst Marischka.
- 1956: Kitty (Kitty und die große Welt), de Alfred Weidenmann.
- 1956: Sissi Emperatriz, de Ernst Marischka.
- 1957: Monpti, de Helmut Käutner.
- 1957: El destino de Sissi, de Ernst Marischka.
- 1958: Eva (Die Halbzarte), de Rolf Thiele.
- 1958: Scampolo, de Alfred Weidenmann.
- 1958: Muchachas de uniforme (Mädchen in Uniform), de Géza von Radványi.
- 1958: Amoríos (Christine), de Pierre Gaspard-Huit.
- 1959: La panadera y el emperador, de Axel von Ambesser.
- 1959: Katia, de Robert Siodmak.
- 1961: Boccaccio '70, de Luchino Visconti.
- 1962: El proceso, de Orson Welles.
- 1962: Los vencedores, de Carl Foreman.
- 1963: El cardenal, de Otto Preminger.
- 1964: L'Enfer, de Henri-Georges Clouzot.
- 1964: Préstame tu marido (Good Neighbor Sam), de David Swift.
- 1965: ¿Qué tal, Pussycat?, de Clive Donner.
- 1966: La ladrona, de Jean Chapot.
- 1965: Las 10:30 de una noche de verano, de Jules Dassin.
- 1968: La piscina de Jacques Deray.
- 1970: Las cosas de la vida, de Claude Sautet.
- 1970: La califa, de Alberto Bevilacqua.
- 1970: ¿Quién?, de Léonard Keigel.
- 1970: Mi hijo, mi amor, de John Newland.
- 1971: Max y los chatarrreros, de Claude Sautet.
- 1971: Bloomfield, de Richard Harris.
- 1971: El asesinato de Trotsky, de Joseph Losey.
- 1972: César et Rosalie, de Claude Sautet.
- 1972: Luis II de Baviera (Ludwig), de Luchino Visconti.
- 1973: El tren, de Pierre Granier-Deferre.
- 1973: El trepa (Le mouton enragé), de Michel Deville.
- 1974: Un amor de lluvia, de Jean-Claude Brialy.
- 1974: El trío infernal, de Francis Girod.
- 1974: Lo importante es amar, de Andrzej Zulawski.
- 1974: Inocentes con manos sucias, de Claude Chabrol.
- 1975: El viejo fusil, de Robert Enrico.
- 1976: Mado, de Claude Sautet.
- 1976: Una mujer en la ventana, de Pierre Granier-Deferre.
- 1978: Une histoire simple, de Claude Sautet.
- 1979: Lazos de sangre (Bloodline), de Terence Young.
- 1979: Una mujer singular (Clair de femme) de Costa-Gavras.
- 1979: La muerte en directo de Bertrand Tavernier.
- 1980: La banquera de Francis Girod.
- 1981: Fantasma de amor  de Dino Risi.
- 1981: Arresto preventivo (Garde à vue), de Claude Miller.
- 1982: Testimonio de mujer (La Passante du Sans-Souci), de J. Rouffio.

## Premios

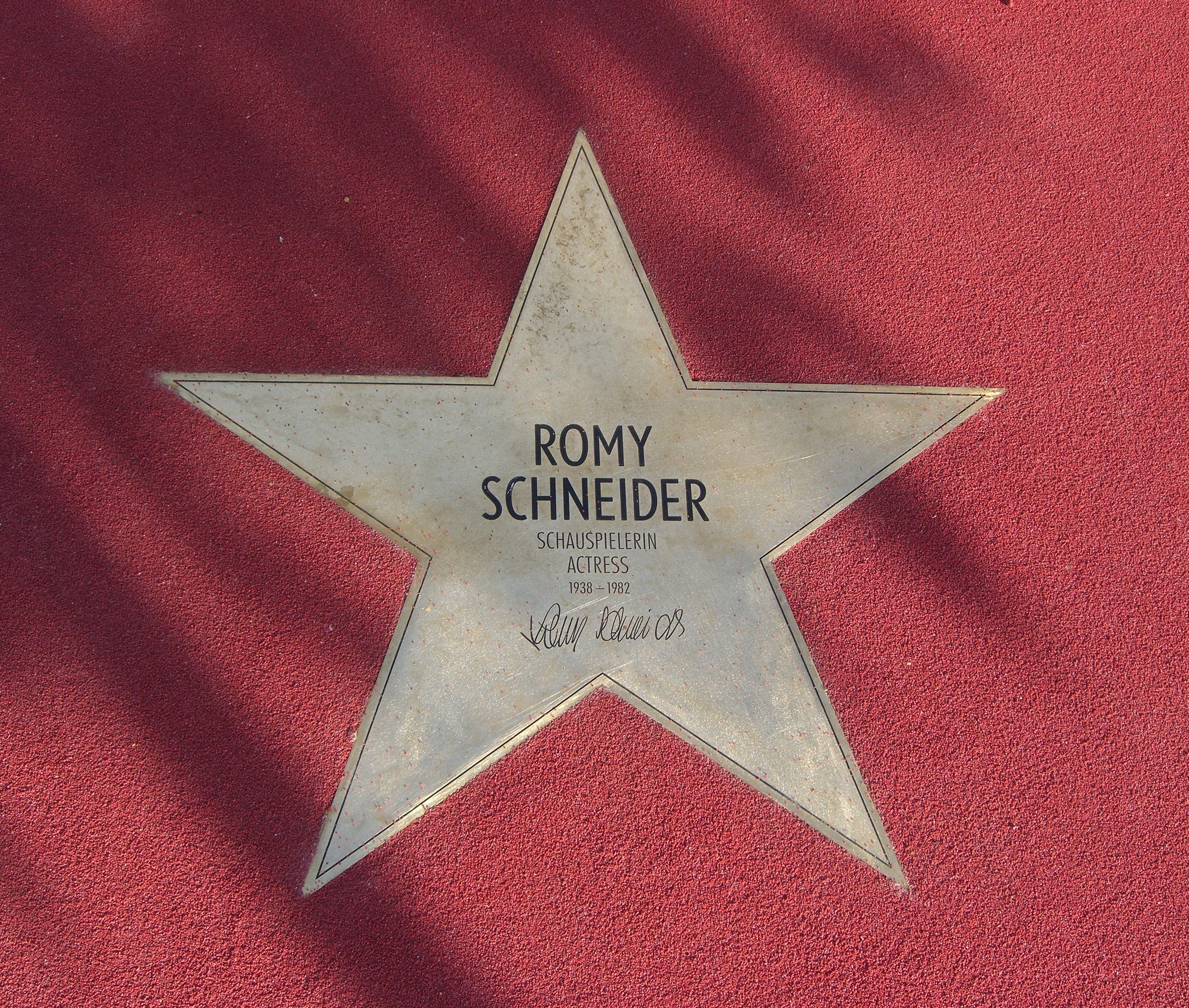
Estrella de Romy Schneider en el Boulevard der Stars en Berlín.

### Globos de Oro
| Año  | Categoría            | Película    | Resultado |
| ---- | -------------------- | ----------- | --------- |
| 1963 | Mejor Actriz - Drama | El cardenal | Nominada  |

### César
| Año  | Categoría    | Película                | Resultado |
| ---- | ------------ | ----------------------- | --------- |
| 1983 | Mejor actriz | Testimonio de mujer     | Nominada  |
| 1980 | Mejor actriz | Una mujer singular      | Nominada  |
| 1979 | Mejor actriz | Una vida de mujer       | Ganadora  |
| 1977 | Mejor actriz | Una mujer en la ventana | Nominada  |
| 1976 | Mejor actriz | Lo importante es amar   | Ganadora  |

### Premios Bambi
| Año  | Categoría                  | Película | Resultado |
| ---- | -------------------------- | -------- | --------- |
| 1957 | Mejor Actriz Internacional | Sissi    | Nominada  |